# پابلو صباغ
پابلو صباغ (انگلیسی: Pablo Sabbag؛ زادهٔ ۱۱ ژوئن ۱۹۹۷) بازیکن فوتبال متولد کلمبیا اهل سوریه است.
از باشگاه‌هایی که در آن بازی کرده‌است می‌توان به باشگاه فوتبال توندلا اشاره کرد.
وی همچنین در تیم ملی فوتبال سوریه بازی کرده‌است.